# Atomu Tanaka
Atomu Tanaka (田中 亜土夢, Tanaka Atomu) est un footballeur japonais né le 4 octobre 1987. Il évolue au poste de milieu de terrain au HJK Helsinki.

## Biographie
Atomu Tanaka participe à la Coupe d'Asie des nations des moins de 19 ans 2006 puis à la Coupe du monde des moins de 20 ans 2007 avec le Japon.

## Palmarès
- Championnat de Finlande : 2017